# زبان موهگان پکوت

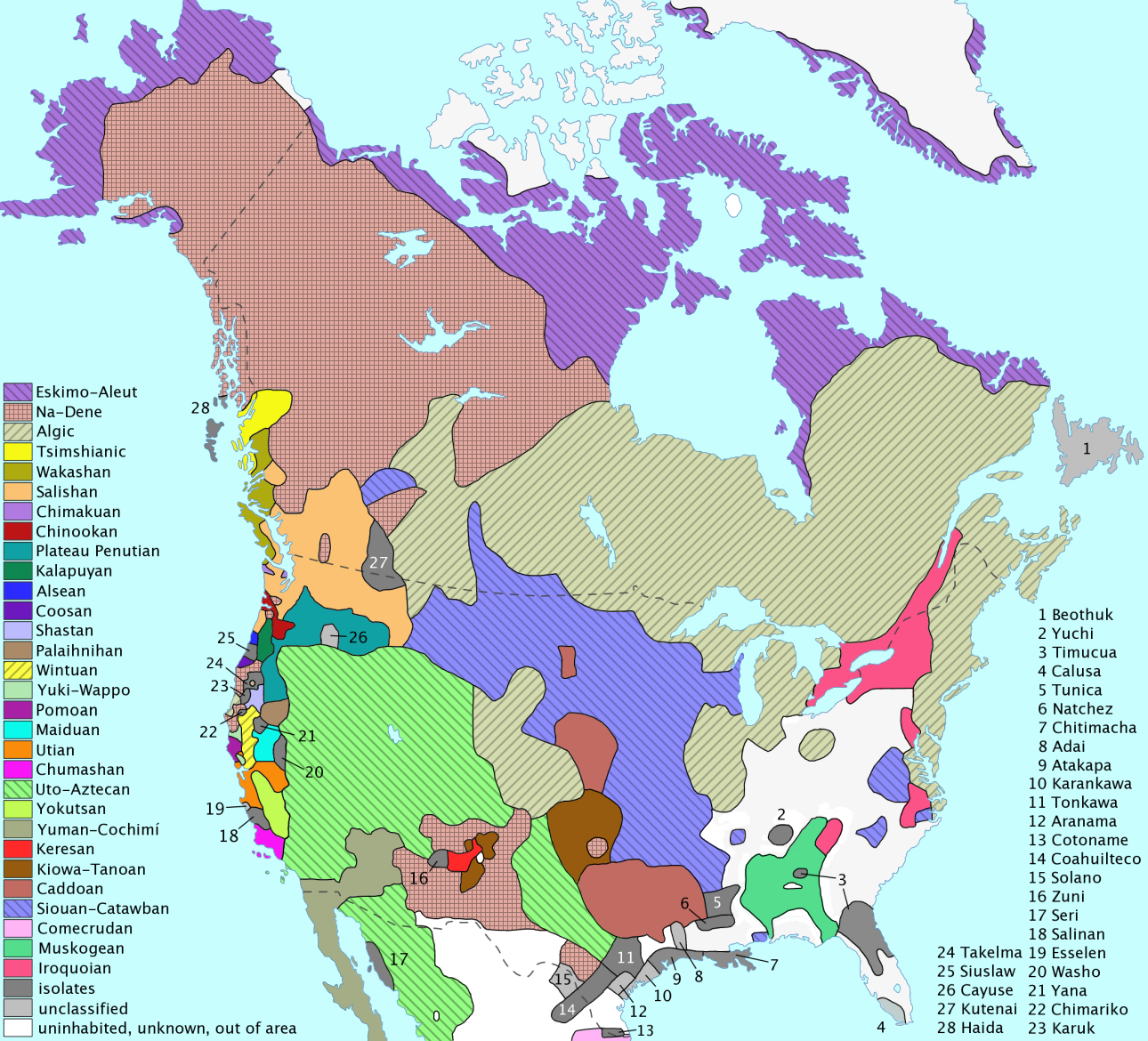
زبان‌های بومی آمریکای شمالی و مکزیک

زبان موهگان پکوت (همچنین با نام‌های زبان موهگان پکوت مونتاوک، سکاتوگوهه، استاک بریدج و شینکوک پوسپاتوک شناخته می‌شود) از خانواده ی زبان‌های بومی آلگونکویان آمریکایی است که در مناطقی همچون نیو اینگلند و لانگ آیلند صحبت می شده‌است. زبان موهگان پکوت برای نخستین بار توسط تاریخ نگاران غربی در اوایل قرن ١٧ به ثبت درآمده‌است.
در سال ٢٠١٠ در تلاشی مشترک میان قبیله‌های بومی بازمانده شینکوک و آنکهچاوگ ساکن لانگ آیلند و دانشگاه دولتی نیویورک در استونی بروک برای حفظ زبان موهگان پکوت از خطر انقراض کلاس‌های آموزشی، دروس اینترنتی و دیکشنری‌هایی پدید آمدند.